# Trióxido de molibdénio
Trióxido de molibdénio é um composto químico com a fórmula MoO3. Este composto é produzido em maior escala do que qualquer outro composto molibdénio. Este (composto) ocorre em um raro mineral de nome molibdite. A sua aplicação principal é como uma oxidação do catalisador e como matéria-prima para a produção de metal de molibdénio.
O estado de oxidação do molibdénio neste composto é +6.